# Nages
Nages is een gemeente in het Franse departement Tarn (regio Occitanie) en telt 330 inwoners (1999). De plaats maakt deel uit van het arrondissement Castres.

## Geografie
De oppervlakte van Nages bedraagt 45,9 km², de bevolkingsdichtheid is 7,2 inwoners per km².

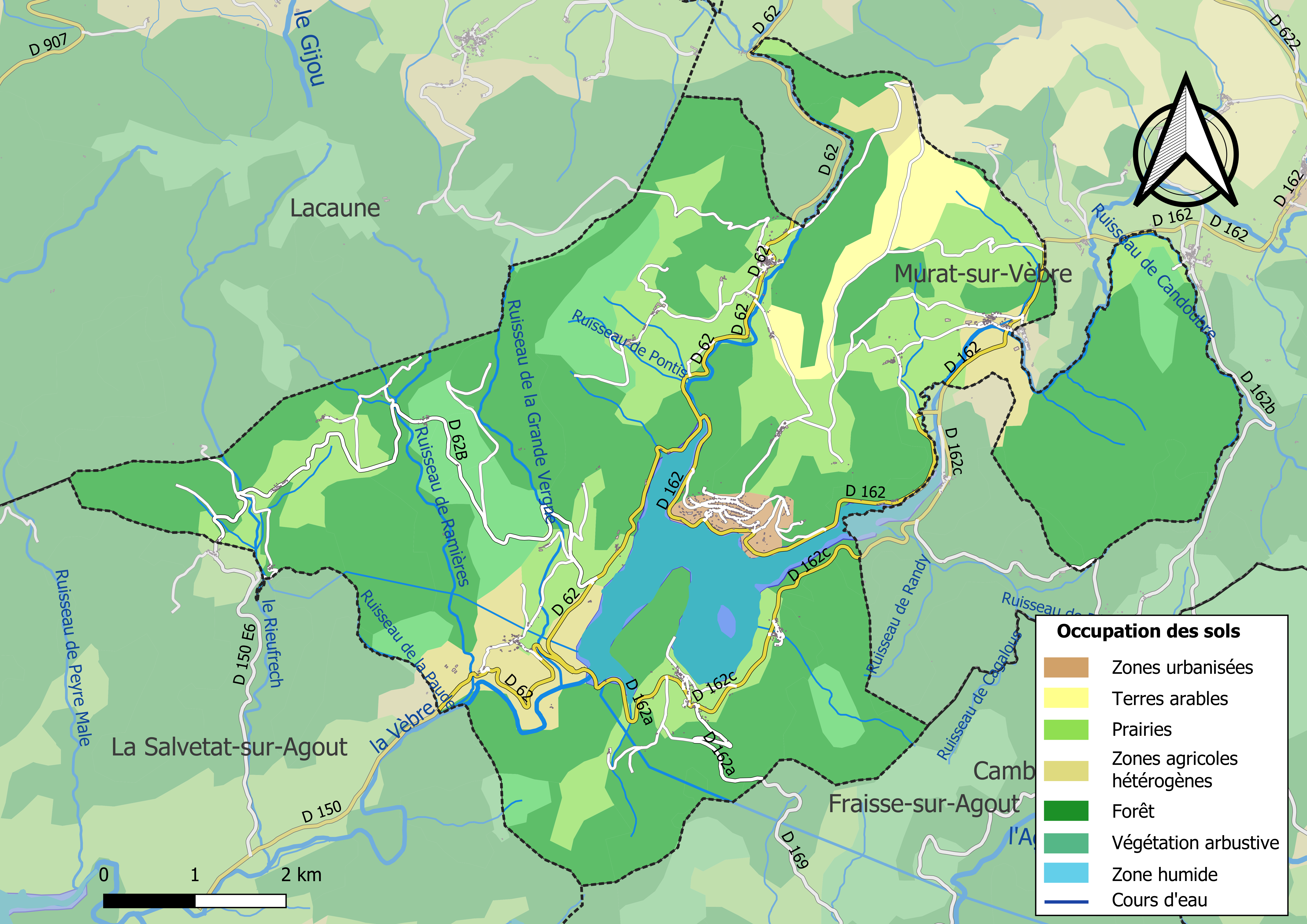
Kaart van de gemeente met de belangrijkste infrastructuur, bodemgebruik en omliggende gemeenten

## Demografie
Onderstaande figuur toont het verloop van het inwonertal (bron: INSEE-tellingen).